# Sjunnen
Sjunnen est une localité de Suède dans la commune de Vetlanda située dans le comté de Jönköping.
Sa population était de 401 habitants en 2019.